# Erasmus Quellinus II
Erasmus Quellinus, id. (Antwerpen, 1607. november 19. — Antwerpen, 1678. november 7.) holland festő, rézmetsző, Rubens tanítványa és munkatársa.

## Élete, munkássága
Művészcsaládból származott, apja Artur Quellinus és apjával azonos nevű bátyja is szobrászok voltak, Hubert nevű testvére a rézmetszést, Erasmus pedig előbb a filozófiát, majd a festészetet választotta. Gyakran dolgozott együtt Daniel Seghers virágfestővel és költővel, szintén virágcsendéletekre szakosodott sógorával Jan Philip van Thielennel, valamint Jan Fyt állatfestővel. 1633-34-ben az antwerpeni Szent Lukács festő céh tagja lett. Első házasságát 1634-ben kötötte, az antwerpeni katedrális Jan de Haemler nevű diakónusának unokahúgát, Catharina de Hemelaert vette el. Rubens halála (1640) után Erasmus Quellinus lett Antwerpen városi festője és dekoratőre.
Képei népszerűek voltak, sok mitológiai és vallási jelenetet ábrázolt, s Antwerpen város díszítésében hivatalánál fogva is jelentős szerepet vállalt. Igen termékeny alkotó volt, számos híres képe van, köztük Az őrangyal (Szent András templom, Antwerpen); Pihenés az Egyiptomba való menekülés közben (Megváltó templom, Gent); Pásztorok imádása (1669, Szent Rumbold-katedrális); Az utolsó vacsora (Mi Asszonyunk templom, Mechelen). A budapesti Szépművészeti Múzeum Saul Dávid hárfajátékát hallgatja című képét őrzi. Fia, Jan-Erasmus Quellinus szintén híres barokk festő.

## Galéria

Saul és Dávid (1635; Szépművészeti Múzeum, Budapest)
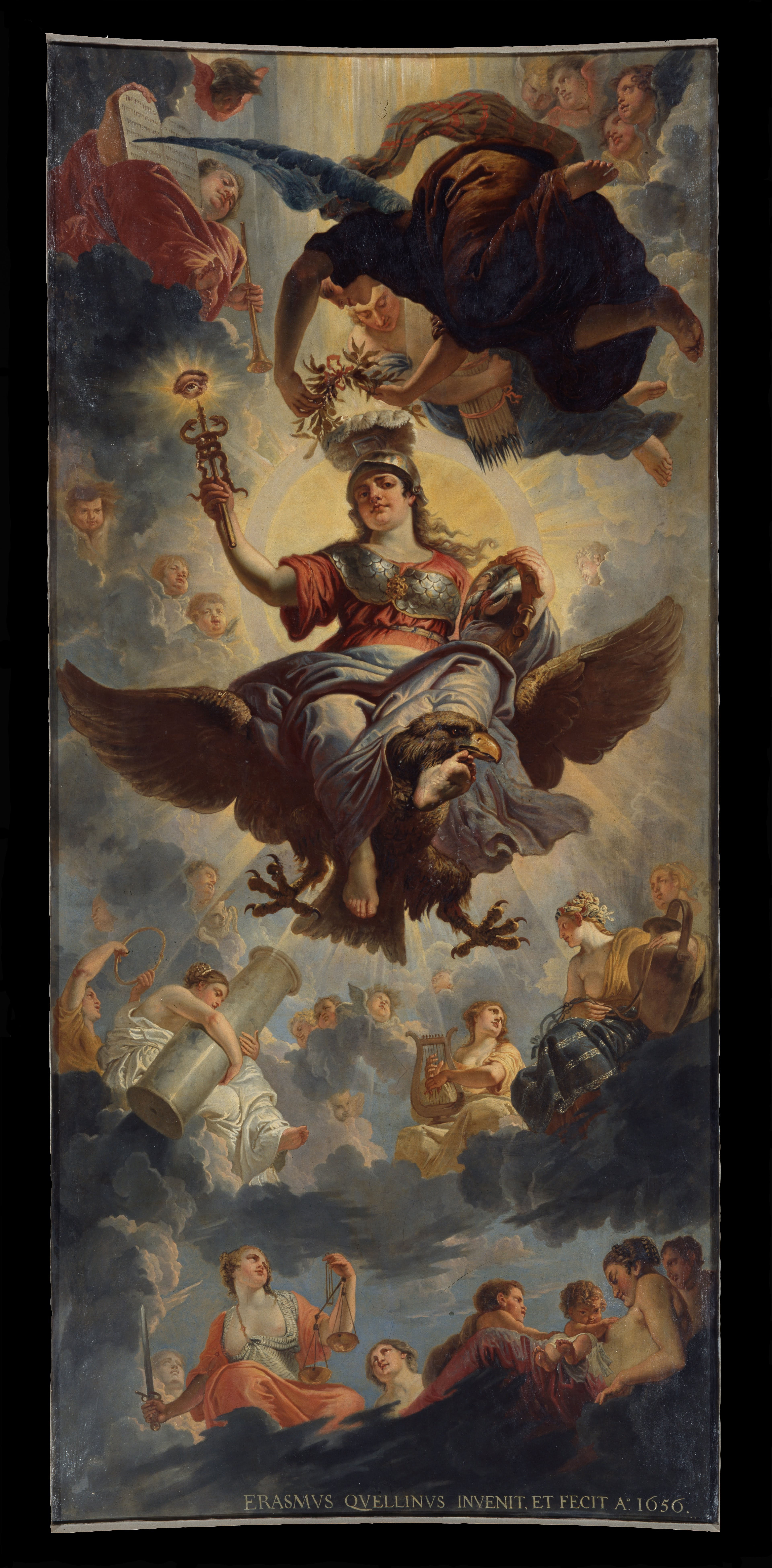
A tanácsterem mennyezete (1656; Királyi palota, Amszterdam)
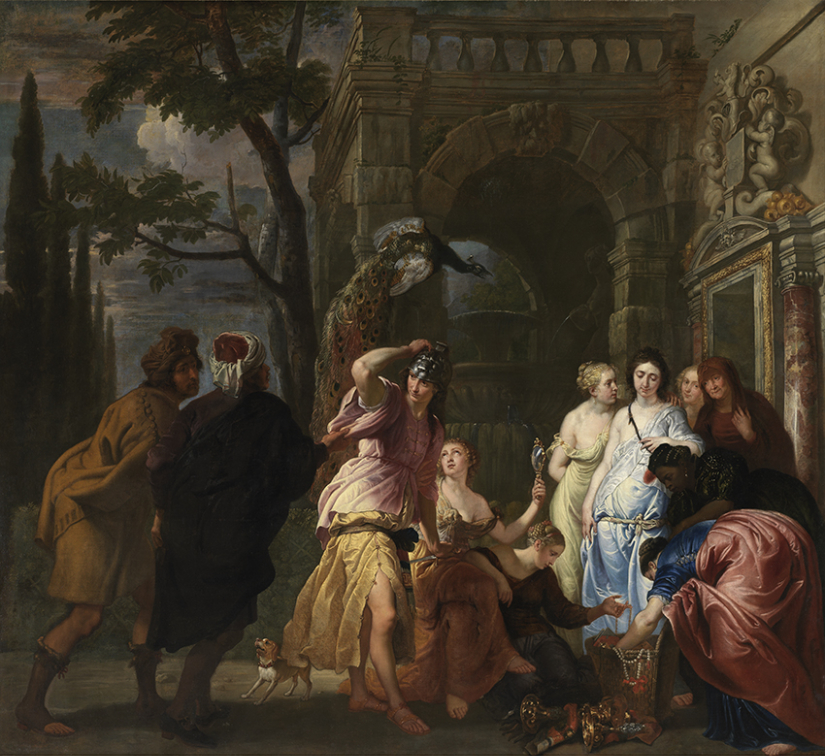
Achilles Lycomedes leányai közt (Groeningemuseum, Brugge)
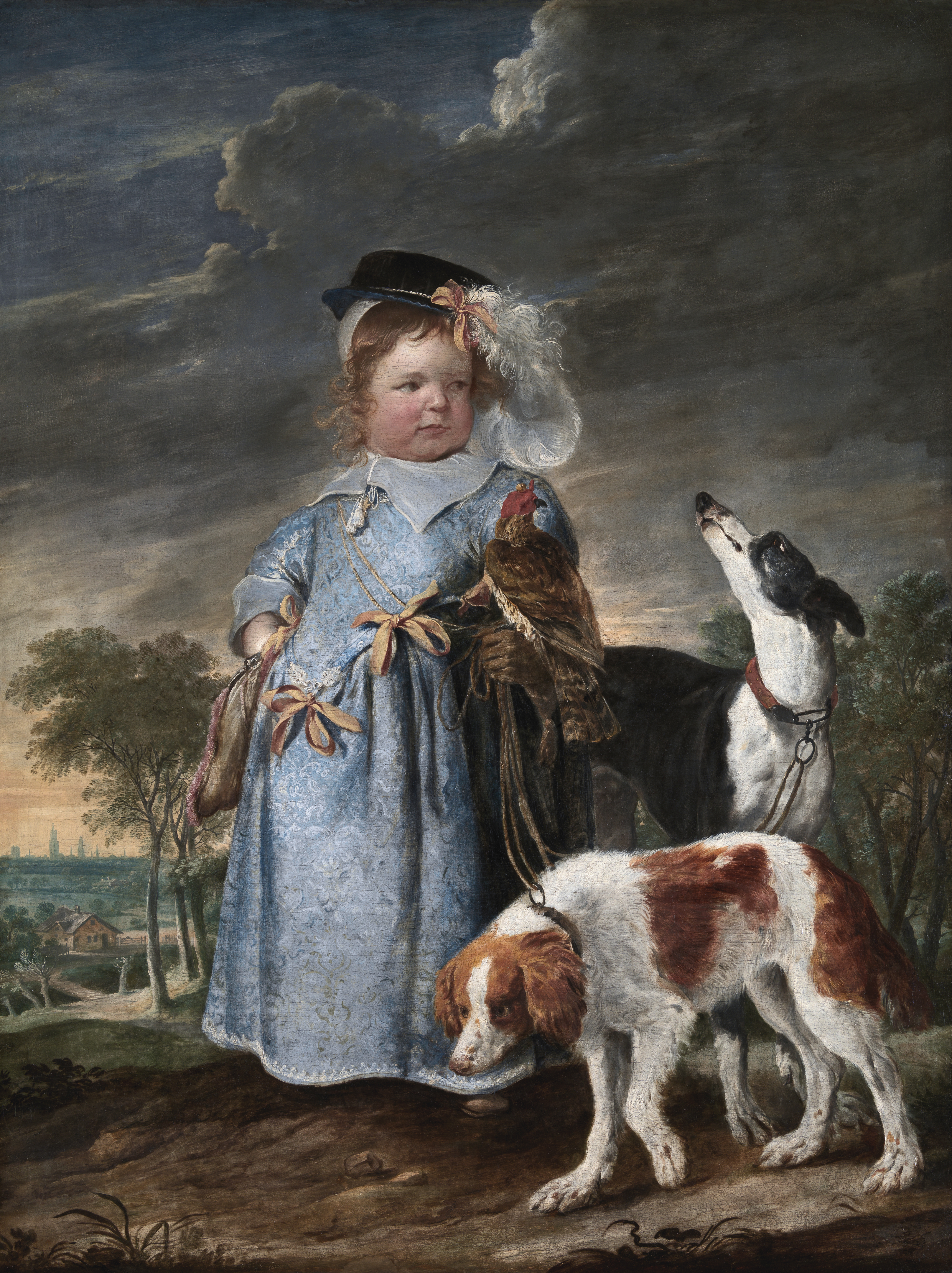
Egy fiú képe (a kutyákat Jan Fyt festette; Királyi Szépművészeti Múzeum, Antwerpen)
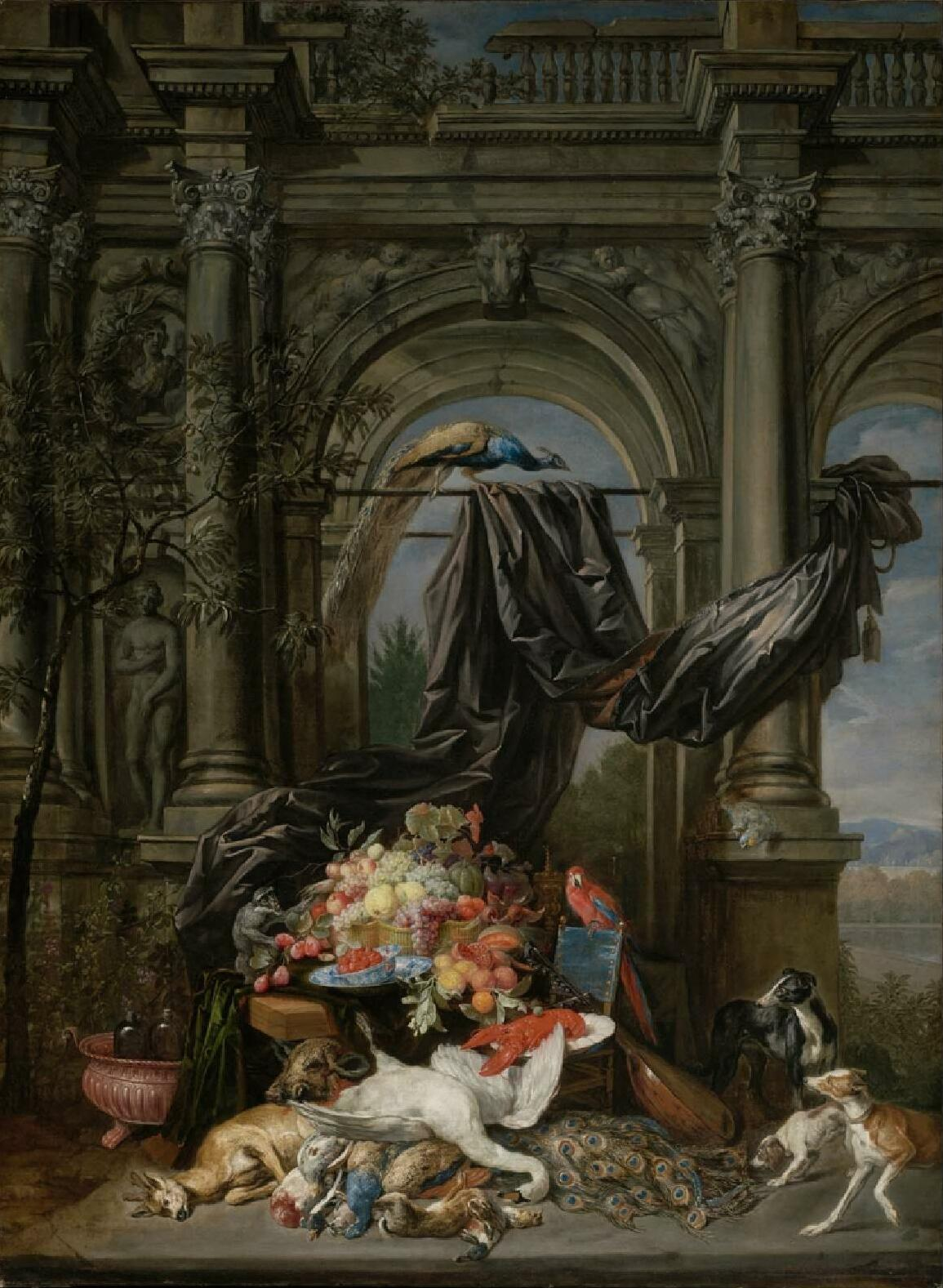
Csendélet enteriőrben (1645; Művészeti Múzeum, Boston)